# Alexander (Maine)
Pour les articles homonymes, voir Alexander.
Alexander est une municipalité américaine située dans le comté de Washington dans l'État du Maine. Selon le recensement de 2020, sa population est de 525 habitants.

## Géographie
| Princeton                | Princeton | Baileyville       |
| Territoire non incorporé | Alexander | Baring Plantation |
| Crawford                 | Cooper    | Meddybemps        |

## Histoire
En 1792, William Bingham acquiert environ 8 000 m2 de terres dans l'actuel Maine. Quelques années plus tard, il reçoit l'aide du banquier londonien Alexander Baring, qui visite la région en 1795, pour payer ces dettes. Comme la plantation voisine de Baring Plantation, le village est nommé en son honneur.